# Šugendó

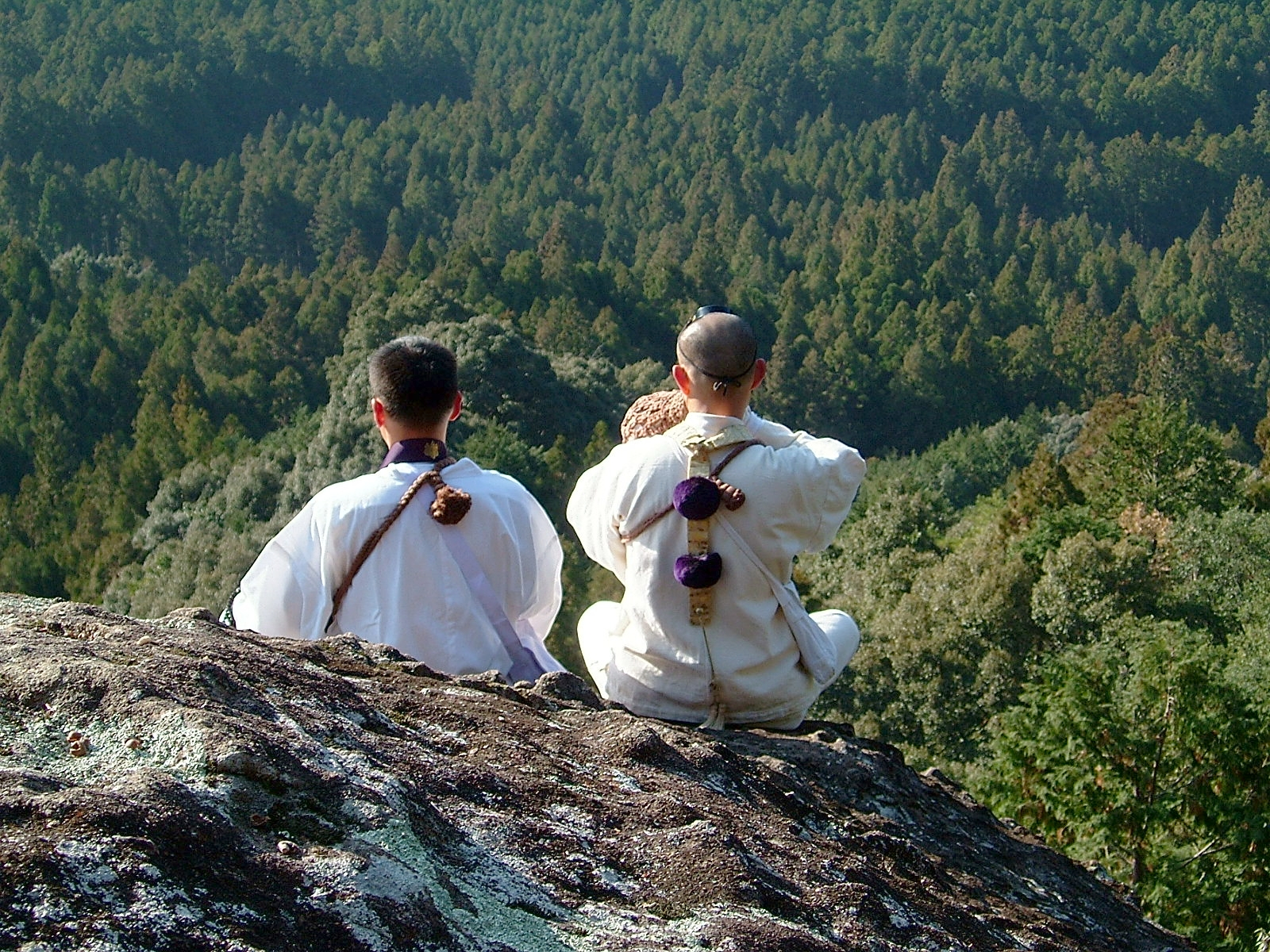
Japonci praktikující šugendó v pohoří Kumano

Šugendó byl řád horských asketů, japonská synkretická sekta, která působila v období 6. – 19. století. Šugendó se skládá ze syntézy několika náboženství, a to šintoismu, buddhismu, prvků lidového šamanismu a taoistické magie.
Šugendó vytvořili horští asketičtí mniši Jamabuši, vyznavači buddhismu, kteří žili v hornatých oblastech, kde se podrobovali cvičení s cílem získat magickou sílu. Součástí rituálů byly i očistné koupele v ledových bystřinách, putování po skalách, meditace nad horskými propastmi. Učení šugendó se stalo důležitým prostředkem šíření esoterického buddhismu mezi širokými vrstvami obyvatelstva. Šintoismus byl několikrát vytlačen buddhisty kvůli pomoci prefektury a politice na severozápadě a v centrálním Japonsku.